# 俄羅斯伊斯蘭教
伊斯蘭教，在俄羅斯是第二大宗教。穆斯林约佔總人口的15％至20％，目前俄羅斯的穆斯林人口大多數分為北高加索與伏爾加河两類，北高加索的阿迪格人，巴爾卡爾人，諾蓋人 ，車臣人，印古什人，卡巴爾達人，卡拉恰伊人，達吉斯坦的族裔群體和伏爾加河流域的韃靼人，巴什基爾人。也有來自中亞的塔吉克人與突厥人。
俄羅斯多數的穆斯林屬於遜尼派，什葉派屬於少数，蘇菲主義對車臣人具有強大影響。

## 歷史
北高加索八世纪时屬可薩汗國，後達吉斯坦被阿拉伯人佔領。伊斯蘭教開始流傳，但只是汗國其中一種宗教。真正在俄羅斯的伊斯蘭國家是伏爾加保加利亞。韃靼人繼承該國的宗教。後來歐洲和高加索突厥人也成為伊斯蘭教的追隨者。
在1552年征服喀山汗國至葉卡捷琳娜二世前，官方政策是排斥與歧视。但在十八世纪為招安哈薩克人舆河中汗國與標榜開明專制，在奧倫堡成立宗教局派韃靼人招安他們。
在共產黨的統治下，伊斯蘭教是被禁止的。當時，許多清真寺被關閉。在德蘇戰爭時許多穆斯林少数民族被指通敵集體流配中亞。

## 今天
在90年代多数穆斯林已與當局和解(除了車臣人)，穆斯林到麥加朝聖的數量大幅上升。在杜馬也有他們的代表。

## 人口統計學
俄羅斯穆斯林可分為伏爾加河與北高加索两種，大多數屬於遜尼派。韃靼斯坦共和國是大集中區域。在一些地區特別是達吉斯坦和車臣，有遜尼派蘇菲主義的傳統，主要是納格什班迪教團。伏爾加河的穆斯林，較早接觸俄國，較開化與進步。亞洲部分與歐洲部分中，亞洲部分比例偏高。
另一些俄羅斯穆斯林是斯拉夫人，被稱為俄羅斯族穆斯林。他們大多是東正教徒改宗而來，引起後者一定的關注。著名的有：車臣共和國總车臣共和国總統的弟弟，現任共和國內務部副部維斯塔·卡德羅夫和穆夫提阿里-維亞切斯拉夫·波洛辛等。

## 朝覲
2006年自全國各地的穆斯林朝聖者在沙特阿拉伯麥加參加朝覲創紀錄18,000人，在2010年，至少有兩萬俄羅斯穆斯林朝聖者參加了朝覲，俄羅斯穆斯林領袖致函沙特阿拉伯國王要求沙特提高簽證配額到至少25,000-28,000穆斯林簽證。

## 語言的爭論
幾個世紀以來，韃靼人在歐俄部分，構成了唯一的穆斯林民族，韃靼語是在清真寺使用的唯一語言，在20世紀一個快速變化的情況下，大量的高加索和中亞地區的穆斯林遷移到俄羅斯中部城市，並開始對韃靼語產生壓力，如清真寺的伊瑪目，開始使用俄語。